# WrestleMania X
WrestleMania X var den 10. udgave af pay-per-view-showet WrestleMania produceret af World Wrestling Federation. Det fandt sted 20. marts 1994 fra Madison Square Garden i New York, USA. 
Der var meget fokus på WWF's VM-titel ved dette show, fordi det var planlagt, at titlen skulle forsvares to gange i løbet af aftenen. WWF havde nemlig besluttet, at vinderen af Royal Rumble i januar 1993 skulle møde den regerende verdensmester, Yokozuna, i en VM-titelkamp i WrestleMania X's main event, men under meget usædvanlige omstændigheder havde både Lex Luger og Bret Hart vundet årets Royal Rumble. WWF besluttede derfor at lade begge wrestlere få en VM-titelkamp. Lex Luger udfordrede dermed først Yokozuna, og vinderen af den kamp skulle i showets main event møde Bret Hart, der også tidligere på aftenen havde en anden kamp, nemlig mod sin lillebror Owen Hart.
WrestleMania X huskes også for den første Ladder Match i WWF mellem Razor Ramon og Shawn Michaels om WWF Intercontinental Championship. Det var det første WrestleMania-show, hvor Hulk Hogan ikke deltog.

## Resultater
- Owen Hart besejrede Bret Hart
- Bam Bam Bigelow og Luna Vachon besejrede Doink the Clown og Dink
- Randy Savage besejrede Crush (med Mr. Fuji)
- WWF Women's Championship: Alundra Blayze besejrede Leilani Kai
- WWF World Tag Team Championship: Men on a Mission (Mabel og Mo) (med Oscar) besejrede The Quebecers (Jacques og Pierre) (med Johnny Polo)
  - Men on a Mission vandt, da The Quebecers blev talt ud af dommeren, og var derfor ikke i stand til at vinde VM-bælterne.
- WWF Championship: Yokozuna (med Mr. Fuji og Jim Cornette) besejrede Lex Luger via diskvalifikation
  - Mr. Perfect var dommer i kampen.
- Earthquake besejrede Adam Bomb (med Harvey Wippleman)
- WWF Intercontinental Championship: Razor Ramon besejrede Shawn Michaels (med Diesel)
- WWF Championship: Bret Hart besejrede Yokozuna (med Mr. Fuji og Jim Cornette)
  - Roddy Piper var dommer i kampen.
  - Bret Hart vandt dermed VM-titlen fra Yokozuna.

| Sport | Spire Denne artikel om sport er en spire som bør udbygges. Du er velkommen til at hjælpe Wikipedia ved at udvide den. |